# Elasmopus laevis
Elasmopus laevis är en kräftdjursart som beskrevs av Sidney Irving Smith 1873. Elasmopus laevis ingår i släktet Elasmopus och familjen Melitidae. Inga underarter finns listade i Catalogue of Life.